# Naissance en 1956
Naissance
- 1952
- 1953
- 1954
- 1955
- 1956
- 1957
- 1958
- 1959
- 1960

Les naissances en 1956 concernent les personnalités nées entre le 1er janvier et le 31 décembre 1956.

## Janvier
- 1er janvier :
  - Sahadi Sandi Abdou, diplomate nigérienne.
  - Sergueï Avdeïev, cosmonaute russe.
  - Mona Fandey, chanteuse et meurtrière malaisienne († 2 novembre 2001).
  - Andy Gill, guitariste, auteur-compositeur, producteur de disques britannique († 1er février 2020).
  - Christine Lagarde, avocate d'affaires et femme politique française, présidente de la Banque centrale européenne depuis 2019.
  - Andrew Lesnie, directeur de la photographie australien († 27 avril 2015).
  - Sheila McCarthy, actrice et chanteuse canadienne.
  - Mustapha Madih, entraîneur de football marocain († 4 novembre 2018).
  - Richard Zimler, romancier américain.
- 2 janvier : John Bedford Lloyd, acteur américain.
- 3 janvier : Mel Gibson, acteur, réalisateur, scénariste, producteur, militant et philanthrope américano-australo-irlandais.
- 4 janvier : Ann Magnuson, actrice américaine.
- 5 janvier : Frank-Walter Steinmeier, président de la République fédérale d'Allemagne depuis 2017.
- 7 janvier : David Caruso, comédien et photographe américain.
- 10 janvier : Roland Bacon, astrophysicien français, directeur de l'observatoire de Lyon.
- 11 janvier :
  - Philippe Chevallier, humoriste français.
  - Alberto Vitoria, footballeur espagnol († 26 avril 2010).
  - Israel Yinon, chef d'orchestre israélien († 29 janvier 2015).
- 13 janvier : 
  - Modeste Bahati Lukwebo, homme politique congolais (RDC).
  - Andrzej Wiśniewski, entraîneur de football polonais († 3 avril 2022).
- 14 janvier : Étienne Daho, musicien français.
- 17 janvier :
  - Cristina, de son vrai nom Cristina Monet-Palaci, chanteuse américaine († 31 mars 2020).
  - Faouzi Mansouri, footballeur international algérien († 18 mai 2022).
  - Mitch Vogel, acteur et compositeur américain.
  - Tatyana Yembakhtova, joueuse soviétique de hockey sur gazon.
- 18 janvier : 
  - Elli Medeiros, chanteuse et actrice uruguayenne.
  - Sharon Mitchell, actrice et réalisatrice de films pornographiques américaine.
- 21 janvier : 
  - Geena Davis, actrice, productrice, scénariste, mannequin et archère américaine.
  - Jeb Stuart, producteur, réalisateur et scénariste américain.
  - Robby Benson, acteur américain.
- 23 janvier : Fernando Clavijo, entraîneur américain de football († 8 février 2019).
- 24 janvier : 
  - Lounès Matoub, chanteur algérien et militant berbère († 25 juin 2023).
  - Gerda Gabriel,chanteuse allemande.
- 26 janvier : Christine Mayr-Lumetzberger, religieuse autrichienne.
- 27 janvier : 
  - Mimi Rogers, actrice et productrice américaine.
  - Michel Guidoni, humoriste, imitateur français.
- 29 janvier : Jan Jakub Kolski, réalisateur, scénariste et photographe polonais.
- 30 janvier : Ann Dowd, actrice américaine.
- 31 janvier : Vera Glagoleva, actrice, réalisatrice, scénariste et productrice soviétique puis russe († 16 août 2017).

## Février
- 1er février : Monica Scattini, actrice italienne († 4 février 2015).
- 9 février : 
  - Chenjerai Hove, écrivain zimbabwéen († 12 juillet 2015).
  - Kemi Nelson, femme politique nigériane († 17 juillet 2022).
- 10 février : Enele Sopoaga, diplomate et homme politique tuvaluan.
- 11 février : 
  - Catherine Hickland, actrice  américaine.
  - Didier Lockwood, violoniste de jazz français († 18 février 2018).
  - Hervé Furic, acteur français.
- 12 février :
  - Baik Myung-sun, joueuse sud-coréenne de volley-ball.
  - Joe Dever, écrivain britannique († 29 novembre 2016).
- 13 février : Chris Newton, tenniswoman australienne.
- 14 février : Howard Davis, boxeur américain († 30 décembre 2015).
- 15 février : Lars Tunbjörk, photographe suédois († 11 avril 2015).
- 16 février : Vincent Ward, réalisateur, scénariste, producteur et acteur néo-zélandais.
- 18 février : Doris Russi Schurter, avocate suisse.
- 19 février : G. David Low, astronaute américain († 16 mars 2008).
- 20 février : 
  - François Bréda, essayiste et critique littéraire, poète, traducteur, théâtrologue, rédacteur et dramaturge roumain naturalisé français († 16 mai 2018).
  - Miss.Tic, street-artiste française († 22 mai 2022).
- 22 février : 
  - Philip Kerr, auteur de roman policier et de littérature d'enfance et de jeunesse britannique  († 23 mars 2018).
  - Voldemaras Novickis, joueur de handball soviétique (31 janvier 2022).
- 23 février : Donna Butterworth, actrice américaine († 6 mars 2018).
- 24 février : Eugene Parker, basketteur américain († 31 mars 2016).
- 26 février : 
  - CharlÉlie Couture, artiste français.
  - Michel Houellebecq, écrivain français.
- 28 février : Gerd Grochowski, chanteur d'opéra allemand († 16 janvier 2017).

## Mars
- 1er mars : 

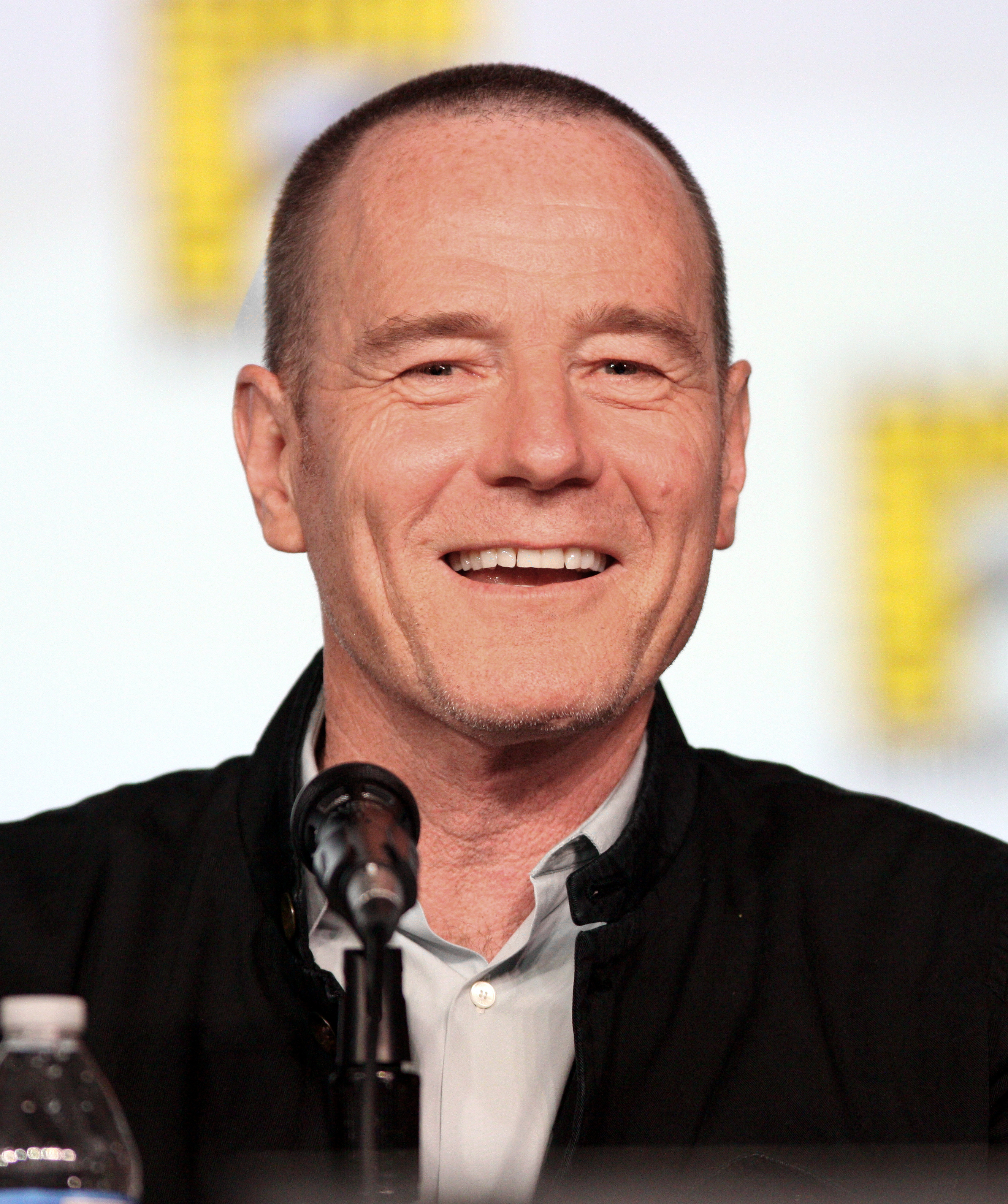
Bryan Cranston, Heisenberg dans "Breaking Bad".

  - Dalia Grybauskaitė, femme politique lituanienne, commissaire européen.
  - Daniel Moylan, homme politique britannique.
- 2 mars : Eusebio Pedroza, boxeur panaméen († 1er mars 2019).
- 6 mars :
  - Denise DuBarry, actrice, productrice, femme d'affaires et philanthrope américaine († 23 mars 2019).
  - Tatiana Korchounova, kayakiste soviétique.
  - Vladimir Pribylovsky, politologue, historien et journaliste russe († 13 janvier 2016).
- 7 mars :
  - Bryan Cranston, acteur scénariste, réalisateur et producteur américain.
  - Andrea Levy, écrivaine britannique († 14 janvier 2019).
- 8 mars : 
  - David Malpass, économiste américain.
  - Rubby Pérez, chanteur dominicain († 8 avril 2025).
- 9 mars : Paul Demers, auteur-compositeur-interprète franco-ontarien († 29 octobre 2016).
- 11 mars :
  - Curtis L. Brown, astronaute américain.
  - Rob Paulsen, acteur américain.
  - Zoran Krasić, homme politique yougoslave puis serbe († 12 avril 2018).
- 12 mars : Steve Harris, bassiste et fondateur du groupe Iron Maiden.
- 13 mars : Dana Delany, actrice et productrice américaine.
- 14 mars : Éric Prat, acteur français.
- Sören Börjesson, joueur international et entraîneur de football suédois († 26 septembre 2024).
- 15 mars : Gert Frank, coureur cycliste danois († 19 janvier 2019).
- 16 mars :
  - Boaz Arad, artiste visuel israélien († 2 février 2018).
  - Eveline Widmer-Schlumpf, femme politique suisse, conseillère fédérale.
- 18 mars :
  - Jean-Noël Tassez, journaliste et homme d'affaires français († 2 octobre 2015).
  - Edward Zentara, acteur polonais († 25 mai 2011).
- 19 mars : Manchu, illustrateur de science-fiction français.
- 21 mars : Louise Warren, écrivaine québécoise.
- 23 mars : José Manuel Durão Barroso, homme politique portugais.
- 24 mars : 
  - Steve Ballmer, chef d'entreprise américain.
  - Tamás Sulyok, avocat hongrois.
- 25 mars :
  - Gilbert Doucet, joueur de rugby à XV français († 7 juillet 2020).
  - Matthew Garber, acteur britannique († 13 juin 1977).
- 26 mars : Milan Jelić, homme politique serbe († 30 septembre 2007).
- 27 mars :
  - Chapi Kaziev, écrivain, dramaturge et scénariste de nationalité daghestanaise et de citoyenneté russe († 20 mars 2020).
  - Leung Kwok-hung, membre du Conseil législatif de la région administrative spéciale de Hong Kong.
- 28 mars : Jeon Kwang-hoon, pasteur et un homme politique sud-coréen.
- 29 mars : Kurt Thomas, gymnaste américain († 5 juin 2020).

## Avril
- 2 avril : 
  - Marc Caro, dessinateur, réalisateur français.
  - Cathy Stewart, actrice pornographique française († 9 août 1994).
  - Beny Steinmetz, homme d'affaires israélien.
- 3 avril : Fredrik Gertten, réalisateur et journaliste suédois.
- 4 avril : 
  - William Joseph Burns, diplomate américain, 29e directeur de la Central Intelligence Agency depuis 2021.
  - Deborah Birx, diplomate américaine.
- 5 avril : Juan Joya Borja, acteur et comique espagnol († 28 avril 2021).
- 6 avril : Hal Willner, producteur de musique et compositeur américain († 7 avril 2020).
- 8 avril :
  - Tommie Green, joueur de basket-ball américain († 25 septembre 2015).
  - Gita Ramjee, scientifique et chercheuse sud-africaine ougandaise († 31 mars 2020).
- 10 avril : 
  - James Daman, prêtre catholique nigérian, évêque de Shendam († 12 janvier 2015).
  - Pascaline Bongo, femme politique gabonaise.
- 13 avril : François Schuiten, dessinateur belge de bande dessinée.
- 15 avril :
  - Gregory J. Harbaugh, astronaute américain.
  - Joyce Mujuru, femme politique, vice-présidente du Zimbabwe.
- 16 avril : 
  - David McDowell Brown, astronaute américain († 1er février 2003).
  - Catherine Colonna, diplomate française.
- 17 avril : Charles Najman, réalisateur et écrivain français († 18 juillet 2016).
- 18 avril : 
  - John James, acteur américain.
  - Eric Roberts, acteur américain.
  - Melody Thomas Scott, actrice américaine.
  - Francky Vincent, producteur de musique, acteur, éditeur, auteur-compositeur-interprète et peintre français.
- 20 avril : Christine Ponsard, écrivaine et scénariste de bande dessinée († 16 février 2004).
- 21 avril :
  - Doug Soetaert, joueur de hockey sur glace canadien.
  - Patrick Varin, matador français.
- 24 avril : Abdulnabi Ghayem, écrivain iranien.
- 25 avril : Dominique Blanc, actrice française.
- 28 avril : Paul Lockhart, astronaute américain.
- 30 avril :
  - Jorge Chaminé, baryton portugais.
  - Lars von Trier, réalisateur danois.

## Mai
- 1er mai :
  - Catherine Frot, actrice française.
  - Tim Sale, dessinateur de comics américain († 16 juin 2022).
- 3 mai :
  - Frank Giroud, scénariste de bande dessinée français († 13 juillet 2018).
  - Gillian Rolton, cavalière australienne de concours complet d'équitation († 18 novembre 2017).
- 4 mai :
  - Michael L. Gernhardt, astronaute américain.
  - Sharon Jones, chanteuse américaine de soul († 18 novembre 2016).
  - Steve Barron, réalisateur et producteur irlandais.
- 5 mai : 
  - Gaëtan Boucher, joueur de hockey sur glace canado-suisse († 4 mai 2016).
  - Lisa Eilbacher, actrice américaine.
- 7 mai : Jean Lapierre, homme politique et chroniqueur politique canadien († 29 mars 2016).
- 9 mai :
  - Frank Andersson, lutteur suédois spécialiste de la lutte gréco-romaine († 9 septembre 2018).
  - Mary Mapes, journaliste américaine.
- 12 mai :
  - Jānis Bojārs, athlète soviétique puis letton, spécialiste du lancer du poids († 5 juin 2018).
  - Ilan Gilon, homme politique israélien († 1er mai 2022).
- 13 mai :
  - Nasser Fakouhi, anthropologue, écrivain et traducteur iranien.
  - Alexandre Kaleri, cosmonaute russe.
  - Christine Bravo, animatrice de télévision, chroniqueuse de radio et de presse écrite française.
  - Fred Melamed, acteur américain.
- 14 mai : 
  - Gillian Bradshaw, romancière américaine.
  - Steve Hogarth, chanteur, compositeur et[multi-instrumentiste anglais, membre du groupe Marillion.
- 15 mai : Peter van Breusegem, médecin et écrivain belge.
- 17 mai :
  - Bob Saget, acteur américain († 9 janvier 2022).
  - Barbara Szlachetka, athlète polonaise.
- 18 mai :
  - Gisèle Pineau, femme de lettres française.
  - Lothar Thoms, coureur cycliste est-allemand puis allemand († 5 novembre 2017).
- 20 mai : Marc Alfos, acteur et directeur artistique français († 3 août 2012).
- 22 mai :
  - Maurice Berger, historien, conservateur de musées et critique d'art américain († 23 mars 2020).
  - László Sebestyén, homme politique hongrois.
  - Al Corley, chanteur et acteur américain.
- 23 mai : Antoinette Batumubwira, femme politique burundaise.
- 25 mai : Wendy Mackay, directrice de recherche canadienne.
- 27 mai : Giuseppe Tornatore, scénariste et réalisateur italien.
- 28 mai : 
  - John Wells, réalisateur, scénariste, producteur de théâtre, de télévision et de cinéma américain.
  - Patrick Béthune, acteur français († 9 novembre 2017).
- 30 mai : 
  - Paul Rousseau, écrivain, poète et romancier canadien  († 24 novembre 2021).
  - David Sassoli, journaliste et homme politique italien († 11 janvier 2022).

## Juin
- 1er juin : François Chérèque, syndicaliste français († 2 janvier 2017).
- 2 juin : Mark Polansky, astronaute américain.
- 5 juin : 
  - Richard A. Searfoss, astronaute américain († 29 septembre 2018).
  - Roger Michell, réalisateur et producteur de cinéma britannique († 22 septembre 2021).
- 6 juin :
  - Jay C. Buckley, astronaute américain.
  - Björn Borg, joueur de tennis suédois.
  - Alex Chola, footballeur zambien d'origine congolaise († 27 avril 1993).
- 7 juin : Paul Sherwen, coureur cycliste britannique († 2 décembre 2018).
- 9 juin : Elsie Suréna, poétesse, écrivaine et artiste haïtienne.
- 11 juin :
  - Simon Plouffe, mathématicien québécois.
  - Arthur Porter, médecin et administrateur canadien d'origine sierra-leonaise († 30 juin 2015).
- 13 juin : Willy Moy, gymnaste artistique français († 5 mai 2015).
- 15 juin : Linda Haglund, athlète suédoise spécialiste du sprint († 21 novembre 2015).
- 16 juin :
  - George Eddy, journaliste franco-américain spécialiste du basketball.
  - Mesrob II Mutafyan, 84e primat du Patriarcat arménien de Constantinople († 8 mars 2019).
- 18 juin : István Markó, professeur et chercheur en chimie organique hongrois († 31 juillet 2017).
- 20 juin : Mikhaïl Bourtsev, escrimeur soviétique puis russe, spécialiste du sabre († 16 octobre 2015).
- 23 juin : Markus Fuchs, cavalier suisse.
- 25 juin : Anthony Bourdain, chef cuisinier, auteur et animateur de télévision américain († 8 juin 2018).
- 26 juin :
  - Sima Sami Bahous, diplomate jordanienne.
  - Bernard A. Harris Jr., astronaute américain.
  - Véronique Genest, comédienne française.
  - Yvette Ngwevilo Rekangalt, femme politique gabonaise.
- 27 juin : 
  - Sultan Salman Al-Saud, spationaute saoudien.
  - Philippe Adamov, dessinateur de bande dessinée français († 3 février 2020).
- ? juin : Lal Khan, militant marxiste pakistanais († 21 février 2020).

## Juillet
- ? juillet : Améyo Adja, femme politique togolaise.
- 3 juillet : Min Aung Hlaing, général et homme d'État birman.
- 5 juillet :
  - Maria Constantinescu, rameuse roumaine.
  - Fabienne Serrat, skieuse française.
- 6 juillet : Anil Madhav Dave, homme politique indien († 18 mai 2017).
- 7 juillet : Debretsion Gebremichael, homme politique éthiopien.
- 9 juillet : 
  - Bernie Bonvoisin, chanteur français.
  - Tom Hanks, acteur, réalisateur et producteur de cinéma américain.
  - Nobutoshi Hikage, judoka japonais.
- 10 juillet : 
  - Alok Nath, acteur indien.
  - Tom McClintock, personnalité politique américaine.
- 13 juillet : Koffi Olomidé, chanteur, compositeur, interprète et producteur congolais.
- 15 juillet :
  - Ian Curtis, chanteur et guitariste britannique († 18 mai 1980).
  - Gilbert Sauvan, homme politique français († 16 septembre 2017).
- 16 juillet : Jerry Doyle, acteur et animateur de radio américain († 27 juillet 2016).
- 17 juillet :
  - Deborah Asnis, spécialiste américaine des maladies infectieuses († 12 septembre 2015).
  - Bryan Trottier, joueur de hockey sur glace américano-canadien.
- 20 juillet : Jim Prentice, avocat et homme politique canadien († 13 octobre 2016).
- 21 juillet : 
  - Larry Miller, homme politique fédéral canadien.
  - Guy Koller, haltérophile et dirigeant sportif français († 3 juillet 2022).
- 24 juillet : Marc Baecke, footballeur belge († 21 janvier 2017).
- 28 juillet : Guadalupe Larriva, femme politique équatorienne († 24 janvier 2007).

## Août
- 1er août : Doug Burgum, homme politique américain et gouverneur du Dakota du Nord depuis 2016.
- 2 août : Michèle Bernier, humoriste française.
- 3 août :
  - Emmanuèle Bondeville, actrice française.
  - Igor Korobov, colonel général soviétique puis russe († 21 novembre 2018).
- 4 août : 
  - Stephen Hunt, footballeur anglais.
  - Luigi Negri, député italien de 1992 à 2001 et membre de la Ligue du Nord.
- 5 août : Maureen McCormick, actrice américaine.
- 6 août : 
  - Rober Racine, artiste, compositeur et écrivain québécois.
  - Stepfanie Kramer, actrice, chanteuse et compositrice américaine.
- 7 août : Kent Rominger, astronaute américain.
- 10 août : 
  - Michel Vigné, acteur de doublage français.
  - Antoine Hérouard, évêque catholique français, archevêque de Dijon.
  - Max Hardcore, acteur, réalisateur et scénariste américain († 27 mars 2023).
- 14 août : Christopher Fomunyoh, cadre supérieur et directeur régional pour l'Afrique au National Democratic Institute for International Affairs.
- 15 août : 
  - Régis Clère, coureur cycliste français († 9 juin 2012).
  - Constantino Chiwenga, homme politique zimbabwéen.
- 16 août : Daniel Willems, coureur cycliste belge († 2 septembre 2016).
- 19 août :
  - Désiré Kolingba, économiste et homme politique centrafricain († 25 avril 2021).
  - Daniel Quinn, acteur américain († 4 juillet 2015).
  - José Rubén Zamora Marroquín, journaliste guatémaltèque.
- 20 août : 
  - Mohamed Mahmoud Mohamed Salah, juriste mauritanien.
  - Hiroshi Takayama, historien japonais.
  - Augusto Santos Silva, homme d'État portugais.
- 21 août : Hervé Le Roux,  critique de cinéma, réalisateur et scénariste français († 26 juillet 2017).
- 22 août : Valeriy Abramov, athlète soviétique spécialiste du fond († 14 septembre 2016).
- 23 août : David A. Wolf, astronaute américain.
- 28 août : Benoît Peeters, écrivain français et scénariste de bande dessinée.
- 29 août :
  - GG Allin, chanteur de punk hardcore américain († 28 juin 1993).
  - Doug Raney, guitariste de jazz américain († 1er mai 2016).
- 31 août : 
  - Tsai Ing-wen, présidente en fonction de la république de Chine/Taïwan.
  - Masashi Tashiro, artiste de télévision japonais.

## Septembre
- 3 septembre : Andrew Wakefield, ancien médecin britannique controversé.
- 4 septembre :
  - Kóstas Karamanlís, premier ministre grec de mars 2004 à octobre 2009.
  - Blackie Lawless, membre du groupe américain de Heavy metal W.A.S.P..
- 7 septembre :
  - Regino Delgado, footballeur cubain († 2 février 2016).
  - Françoise Joly, journaliste française.
- 8 septembre : David Carr, journaliste de presse américain († 12 février 2015).
- 9 septembre : 
  - Anatoly Artsebarsky, cosmonaute ukrainien.
  - Pilar Mazzetti, médecin et femme politique péruvienne, ministre.
- 11 septembre : Victor Aaron, acteur américain († 4 septembre 1996).
- 12 septembre : Leslie Cheung, acteur et chanteur chinois de Hong Kong († 1er avril 2003).
- 13 septembre :
  - Ilie Balaci, footballeur international et entraîneur de football roumain († 21 octobre 2018).
  - Bobby Campbell, footballeur nord-irlandais († 15 novembre 2016).
  - Moraíto Chico, guitariste espagnol de flamenco († 10 août 2011).
  - Joni Sledge, chanteuse américaine († 10 mars 2017).
- 14 septembre : Ray Wilkins, footballeur anglais († 4 avril 2018).
- 16 septembre :
  - Kevin R. Kregel, astronaute américain.
  - David Copperfield, illusionniste américain.
- 17 septembre : Mandawuy Yunupingu, musicien australien († 2 juin 2013).
- 22 septembre : Jean-Claude Servais, scénariste et dessinateur belge de bande dessinée.
- 23 septembre :
  - Raffaele Baldassarre, homme politique italien  († 10 novembre 2018).
  - Lilli Carati, actrice italienne († 20 octobre 2014).
  - Mait Riisman, poloïste soviétique puis russe († 17 mai 2018).
  - Paolo Rossi, footballeur italien († 9 décembre 2020).
- 25 septembre : Serge Devèze, footballeur et entraîneur de football français († 17 décembre 2015).
- 26 septembre : 
  - Linda Hamilton, actrice américaine.
  - Sanou Nana Kané, femme politique malienne.
- 27 septembre : Albert Nelson, footballeur français († avril 1992).
- 29 septembre : James D. Halsell, astronaute américain.

## Octobre
- 1er octobre :
  - Isabelle Morini-Bosc, journaliste française.
  - Theresa May, femme politique, premier ministre du Royaume-Uni.
- 2 octobre :
  - Charles Adler, acteur, scénariste et réalisateur américain.
  - Paiboon Upatising, homme d'affaires et homme politique thaïlandais († 2 août 2015).
  - Philippe Ballot, évêque catholique français, archevêque de Chambéry.
- 4 octobre : Christoph Waltz, acteur autrichien.
- 6 octobre : Pierre Plessers, footballeur belge († 30 avril 1993).
- 8 octobre : Janice E. Voss, astronaute américaine († 6 février 2012).
- 9 octobre : Pascal Beaudet, homme politique français († 16 mars 2022).
- 10 octobre : Raúl Gorriti, footballeur péruvien († 3 avril 2015).
- 12 octobre : Trần Đại Quang, général et homme d'État vietnamien († 21 septembre 2018).
- 13 octobre :
  - Chris Carter, scénariste américain.
  - Sinan Sakić, chanteur populaire de folk, de chalga et de turbo folk serbe d'origine rom  († 1er juin 2018).
- 14 octobre : 
  - Rosalina Tuyuc, femme politique et promotrice guatémaltèque des droits de l'homme et de la femme.
  - Jennell Jaquays, conceptrice de jeux américaine († 10 janvier 2024).
- 15 octobre : 
  - Patrick Avril, homme politique belge.
  - Patrick Donnay, acteur et metteur en scène belge.
  - Trương Mỹ Lan, femme d'affaires vietnamienne condamnée à mort en avril 2024
- 16 octobre :
  - Jean-Claude Marcourt, homme politique belge.
  - James H. Newman, astronaute américain.
- 17 octobre : Mae C. Jemison, astronaute américaine.
- 18 octobre :
  - Martina Navrátilová, joueuse de tennis américaine d'origine tchécoslovaque.
  - Isabelle Autissier, navigatrice française.
- 19 octobre :
  - Thierry Beccaro, comédien de théâtre et présentateur de télévision français.
  - Bouna Medoune Seye, cinéaste, photographe, peintre, réalisateur, directeur artistique, scénariste et producteur sénégalais († 27 décembre 2017).
  - Santu Mofokeng, photographe sud-africain († 26 janvier 2020).
- 21 octobre : 
  - Carrie Fisher, actrice américaine († 27 décembre 2016).
  - Rabiu Kwankwaso, homme politique nigérian.
- 23 octobre : Dianne Reeves, chanteuse de jazz américaine.
- 25 octobre : Matthias Jabs, guitariste du groupe de hard rock allemand Scorpions.
- 26 octobre : Mike Godwin, avocat américain connue pour sa loi de Godwin.
- 30 octobre : Stephen Smith, africaniste, auteur et professeur américain.
- 31 octobre : Mario Ramsamy, chanteur français.

## Novembre
- 2 novembre : 
  - Frédérique Bredin, femme politique française.
  - Thubten Samphel, écrivain, journaliste et haut fonctionnaire tibétain exilé en Inde († 4 juin 2022).
- 5 novembre : Odile Schmitt, actrice et directrice artistique française († 24 mars 2020).
- 6 novembre : Marc Dutroux, criminel belge, protagoniste de l'affaire du même nom.
- 11 novembre : Edgar Lungu, homme politique zambien et Président de la République de Zambie de 2015 à 2021 († 5 juin 2025).
- 13 novembre : Nosiviwe Mapisa-Nqakula, femme politique sud-africaine.
- 14 novembre : 
  - Kenneth D. Bowersox, astronaute américain.
  - Peter R. de Vries, journaliste d'investigation néerlandais († 15 juillet 2021).
- 15 novembre : Zlatko Kranjčar, joueur de football croate († 1er mars 2021).
- 16 novembre : Wayne Cooper, joueur et entraîneur américain de basket-ball († 11 avril 2022).
- 19 novembre :
  - Eileen Collins, astronaute américaine.
  - Wendy B. Lawrence, astronaute américaine.
- 20 novembre : K.K. Shailaja, politicienne indienne.
- 21 novembre : Martin Fayulu, homme politique congolais.
- 22 novembre :
  - Donald Baechler, artiste américain († 4 avril 2022).
  - Borislav Pelević, homme politique yougoslave puis serbe († 25 octobre 2018).
- 24 novembre : Jouni Kaipainen, compositeur finlandais († 23 novembre 2015).
- 26 novembre : Bruno Carette, humoriste français († 8 décembre 1989).
- 29 novembre : Hinton Battle, acteur, danseur et chanteur américain († 29 janvier 2024).

## Décembre
- 1er décembre : 
  - Claire Chazal, journaliste française et présentatrice TV française.
  - Julee Cruise, chanteuse américaine († 9 juin 2022).
- 2 décembre : Steven Bauer, acteur américain.
- 5 décembre : Rosalía Arteaga, femme politique, ancienne Vice-Présidente et présidente élue de Équateur.
- 7 décembre : 
  - Chuy Bravo, acteur et humoriste américain († 14 décembre 2019).
  - Krystian Zimerman, pianiste et chef d'orchestre polonais.
- 8 décembre : Pierre Pincemaille, musicien français († 12 janvier 2018).
- 9 décembre : 
  - Jean-Pierre Thiollet, journaliste et écrivain français.
- 10 décembre : Georges Van Straelen, joueur  et entraîneur de football français († 26 octobre 2012).
- 13 décembre : 
  - Marie Forså, actrice suédoise.
  - Patrick Descamps, comédien, metteur en scène et professeur de théâtre belge.
- 14 décembre : Hanni Wenzel, skieuse alpine du Liechtenstein, championne olympique en 1980.
- 18 décembre : Reinhold Ewald, spationaute allemand.
- 20 décembre : Mohamed Ould Abdel Aziz, ancien président de la Mauritanie.
- 22 décembre :
  - Philippe Eidel, musicien, compositeur et réalisateur français († 6 septembre 2018).
  - Ray Lui, acteur hongkongais.
- 23 décembre : 
  - Michele Alboreto, coureur automobile italien († 25 avril 2001).
  - Dave Murray, guitariste du groupe Iron Maiden.
- 26 décembre : Kashif, multi-instrumentiste, chanteur, compositeur et producteur américain de soul, funk et R'n'B († 25 septembre 2016).
- 28 décembre : Nigel Kennedy, violoniste britannique.
- 29 décembre : Ptiluc, scénariste et dessinateur belge de bande dessinée.
- 31 décembre : Martin Fettman, astronaute américain.

## Date inconnue
- Lilia Bongi, auteure belge d'origine congolaise.
- Filomena Embalo, écrivaine bissaoguinéenne
- Ayesha Jalal, historienne pakistano-américaine.
- Robert Laurie, joueur de rugby à XIII australien († 4 juin 2022).
- Luc Mbassi, footballeur camerounais († 8 octobre 2016).
- André Mbata, écrivain et politicien de la RDC.
- Ayub Ogada, musicien, chanteur]et compositeur kényan († 1er février 2019).
- Xiangyang Sun, peintre chinois.